# 不列颠共产党协调委员会
不列颠共产党协调委员会（英語：Co-ordinating Committee of Communist Parties in Britain）是不列颠共产党与一些有大量成员侨居英国的外国共产主义政党和组织设立的协调机构，负责协调不列颠共产党与这些侨居英国的外国共产党人的交流与合作。
参与不列颠共产党协调委员会的外国共产主义政党和组织包括：
- 印度共产党（马克思主义）
- 孟加拉国共产党
- 智利共产党
- 伊拉克共产党
- 苏丹共产党
- 塞浦路斯劳动人民进步党
- 伊朗人民党
- 希腊共产党
- 国外西班牙共产党
- 全印学生联合会

该委员会定期开会，交流政治评估，组织联合理论讨论并计划国际纪念活动。